# Villanueva de Cameros
Villanueva de Cameros is een gemeente in de Spaanse provincie en regio La Rioja met een oppervlakte van 18,44 km². Villanueva de Cameros telt 69 inwoners (1 januari 2016).

## Demografische ontwikkeling
Bron: INE, 1857-2011: volkstellingen
Opm.: In 1857 werd Aldeanueva de Cameros een zelfstandige gemeente; in 1877 werd Aldeanueva de Cameros opnieuw aangehecht